# Риу-Мік
Риу-Мік (рум. Râu Mic) — село у повіті Хунедоара в Румунії. Входить до складу комуни Селашу-де-Сус.
Село розташоване на відстані 269 км на північний захід від Бухареста, 43 км на південь від Деви, 149 км на південь від Клуж-Напоки, 141 км на схід від Тімішоари, 144 км на північний захід від Крайови.

## Населення
За даними перепису населення 2002 року у селі проживали 186 осіб, усі — румуни. Усі жителі села рідною мовою назвали румунську.